# 熊山駅
熊山駅（くまやまえき）は、岡山県赤磐市千躰にある、西日本旅客鉄道（JR西日本）山陽本線の駅である。駅番号はJR-S08。

## 概要
赤磐市に唯一存在する駅であり、JTB時刻表では市の代表駅とされているが、市役所のある下市地区（旧・山陽町）へ行くバス等の公共交通手段は無い（下市地区からJRに乗る場合、岡山駅または瀬戸駅を利用する場合が多い）。また、合併前の旧・熊山町の中心地（松木地区）も当駅からやや離れている。
当駅を最寄りとして、岡山白陵中学校・高等学校があるため、平日の登下校時間帯にはそこへ通う学生で大変混雑する。

## 歴史
- 1917年（大正6年）7月10日：鉄道院山陽本線和気駅 - 万富駅間に熊山信号場として新設[1]。
- 1930年（昭和5年）8月11日：熊山駅に昇格、旅客・貨物取扱開始[1]。
- 1960年（昭和35年）10月15日：貨物取扱廃止[1]。
- 1984年（昭和59年）2月1日：荷物扱い廃止[1]。
- 1987年（昭和62年）4月1日：国鉄分割民営化に伴い、西日本旅客鉄道（JR西日本）の駅となる[1]。
- 2007年（平成19年）
  - 6月17日：ICOCA対応簡易型自動改札機導入。
  - 9月1日：ICカード「ICOCA」が利用可能となる。
- 2018年（平成30年）度：同年度より熊山駅前周辺整備事業が行われ、駅前広場（ロータリー）等が整備される[2]。
- 2019年（令和元年）
  - 5月31日：この日限りでみどりの窓口営業終了[3][4]。
  - 6月1日：この日より終日無人駅化[4]。
- 2020年（令和2年）9月：駅ナンバリング導入、使用開始[5][6]。
- 2023年（令和5年）：駅前のバリアフリートイレ使用開始

## 駅構造
元々は単式ホーム1面1線と島式ホーム1面2線、計2面3線を有する地上駅であったが、2014年時点で待避線（旧・2番のりば）の架線は撤去されており、旧3番のりばが2番のりばに改番されている。そのため現在は事実上単式ホーム2面2線となっている（兵庫県内の曽根駅・竜野駅と同じ）。駅舎は姫路方面行ホーム側にあり、島式岡山方面行ホームへは跨線橋で連絡している。この跨線橋は2009年（平成21年）2月に近代化産業遺産認定を受けた。
東岡山駅管理の無人駅。ICOCAが利用可能。
トイレは、駅前に男女別・バリアフリー水洗式がある。

### のりば
| のりば | 路線     | 方向 | 行先                 |
| ------ | -------- | ---- | -------------------- |
| 1      | 山陽本線 | 上り | 和気・相生・姫路方面 |
| 2      | 山陽本線 | 下り | 岡山・倉敷・三原方面 |

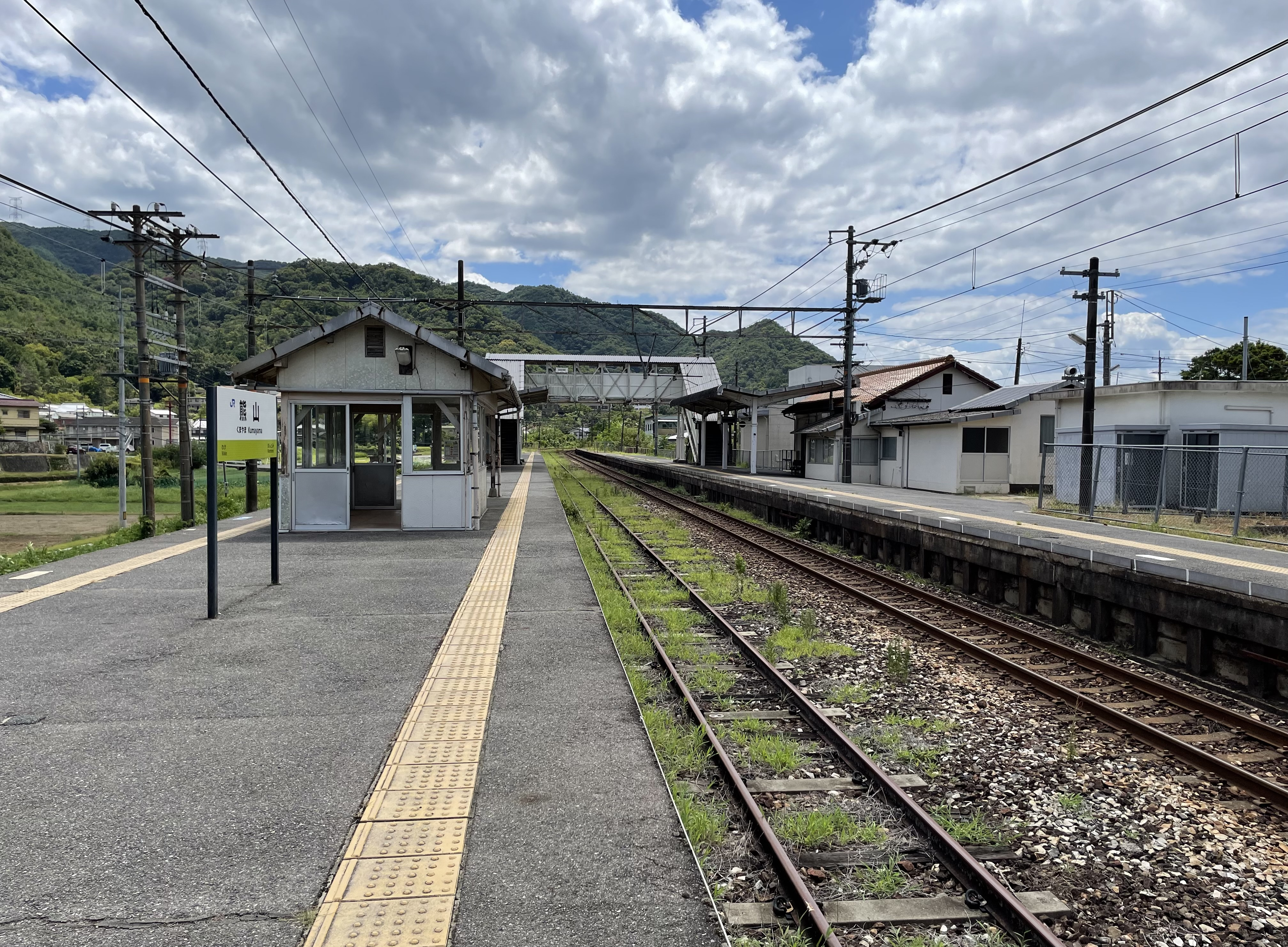
ホーム（2024年8月）

## 利用状況
近年の1日平均乗車人員は以下の通り。
| 乗車人員推移 | 乗車人員推移 |
| 年度         | 1日平均人数  |
| ------------ | ------------ |
| 1999         | 1,407        |
| 2000         | 1,473        |
| 2001         | 1,453        |
| 2002         | 1,500        |
| 2003         | 1,540        |
| 2004         | 1,516        |
| 2005         | 1,487        |
| 2006         | 1,483        |
| 2007         | 1,449        |
| 2008         | 1,382        |
| 2009         | 1,341        |
| 2010         | 1,368        |
| 2011         | 1,378        |
| 2012         | 1,427        |
| 2013         | 1,496        |
| 2014         | 1,388        |
| 2015         | 1,463        |
| 2016         | 1,426        |
| 2017         | 1,424        |
| 2018         | 1,383        |
| 2019         | 1,358        |
| 2020         | 1,197        |
| 2021         | 1,217        |

## 駅周辺
- 備前豊田簡易郵便局
- 岡山白陵中学校・高等学校
- 赤磐市立磐梨中学校
- 熊山遺跡
- 岡山県道79号佐伯長船線
- 岡山県道180号熊山停車場線
- 岡山県道395号和気熊山線
- 赤磐市民バス・和気町営バス「熊山駅」停留所

## その他
- 映画『種まく旅人～夢のつぎ木～』（2016年公開）のロケ地の1つとして当駅が登場する[8][9]。なお、同作は赤磐市を舞台とした作品である[8][9][10]。

## 隣の駅
西日本旅客鉄道（JR西日本）
 山陽本線
和気駅 (JR-S09) - 熊山駅 (JR-S08) - 万富駅 (JR-S07)

## 関連記事
- 日本の鉄道駅一覧